# Olympiade d'échecs de 1950

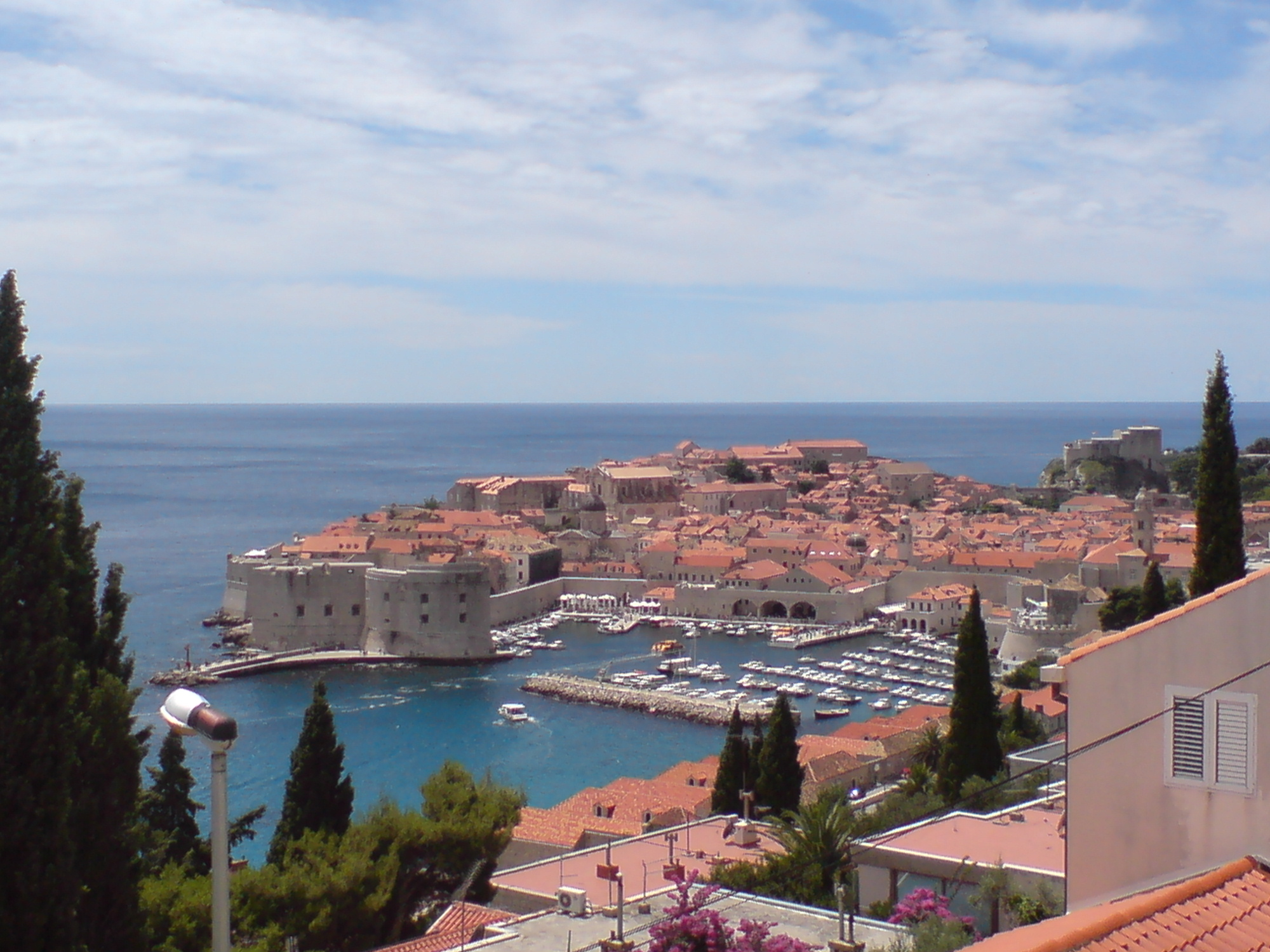
Vue de Dubrovnik

L'Olympiade d'échecs de 1950 est une compétition mondiale par équipes et par pays organisée par la FIDE. Les pays s'affrontent sur 4 échiquiers. Chaque équipe peut présenter 6 joueurs (4 titulaires et 2 suppléants). Cette neuvième Olympiade s'est déroulée du 20 août au 11 septembre 1950 à Dubrovnik, en Yougoslavie.
Les points ne sont pas attribués au regard des résultats des matches inter-nations, mais en fonction des résultats individuels sur chaque échiquier (un point par partie gagnée, un demi-point pour une nulle, zéro point pour une défaite).

## Tournoi masculin

### Contexte
Cette olympiade réunit 16 nations. 
En 1948, le congrès de la FIDE avait choisi la Yougoslavie pour cette première compétition de l'après-guerre, malgré l'opposition de l'URSS. En raison des tensions entre Staline et Tito, président de la Yougoslavie, l'URSS décide de boycotter la compétition, suivi en cela par tous les autres pays communistes. L'Angleterre, de son côté, ne participe pas, son championnat national ayant lieu à la même date.
La FIDE ayant officialisé le titre de grand maître international (GMI), c'est donc la première olympiade à compter des GMI : Euwe, Reshevsky, Najdorf et Tartakover.
En raison du faible nombre de participants, la compétition revient à la formule de poule unique, toutes rondes.

### Résultats
| Classement final |                      |      |
| 1er              | Yougoslavie          | 45,5 |
| 2e               | Argentine            | 43,5 |
| 3e               | Allemagne de l'Ouest | 40,5 |
| 4e               | États-Unis           | 40   |
| 5e               | Pays-Bas             | 37   |

La France se classe 9e avec 28,5 points. À noter que les États-Unis, seule équipe du tournoi à rester invaincue, ne sont pas dans les trois premiers.

### Participants individuels
- Pour la Yougoslavie : S. Gligorić, V. Pirc, P. Trifunović, B. Rabar, M. Vidmar junior, S. Puc.
- Pour l'Argentine : M. Najdorf, Julio Bolbochán, C. Guimard, H. Rossetto, H. Pilnik.
- Pour l'Allemagne de l'Ouest : W. Unzicker, L. Schmid, G. Pfeiffer, L. Rellstab, H. Staudte.
- Pour la France (neuvième) : X. Tartakover, N. Rossolimo, C. Hugot, S. Kesten, C. Chaudé de Silans, R. Crépeaux.
- Pour la Belgique (sixième) : A. O'Kelly, A. Dunkelblum, P. Devos, G. Thibault, K. Van Schoor

Chantal Chaudé de Silans est la première femme à participer à une olympiades d'échecs.